# Neckera imberbis
Neckera imberbis là một loài Rêu trong họ Neckeraceae. Loài này được (Sm.) Müll. Hal. miêu tả khoa học đầu tiên năm 1850.